# Kristen Kit
Pour les articles homonymes, voir Kit.
Kristen Kit, née le 18 août 1988 à Saint Catharines, est une rameuse d'aviron canadienne qui a la particularité de concourir dans des compétitions handisport et pour valides. Elle évolue au poste de barreur.

## Carrière
Elle est septième du quatre avec barreur des Jeux paralympiques d'été de 2012.
Elle est médaillée de bronze du huit aux Championnats du monde d'aviron 2013 avec les valides. Aux Championnats du monde d'aviron 2015, elle remporte la médaille de bronze en quatre avec barreur handisport. Elle est médaillée de bronze du quatre avec barreur des Jeux paralympiques d'été de 2016 puis médaillée d'argent du huit aux Championnats du monde d'aviron 2017. Aux Championnats du monde d'aviron 2018, elle est sacrée championne du monde du deux sans barreur avec Caileigh Filmer.
Au Jeux olympiques de Paris en 2024, l'équipe dont elle fait partie, soit l'équipage du huit de pointe féminin, a remporté la médaille d'argent au Stade nautique de Vaires-sur-Marne.